# 张希 (排球运动员)
张希（1985年4月19日—），江苏南通人，中國女子沙滩排球运动员。

## 簡介
1998年6月，13歲的张希入选江苏省少体校，並在兩年後入選江苏省女子排球隊，其后转入該省的沙滩排球队。由於她具備很強的先天优势－身高达1.84米，左撇子发球、扣球，而且协调性、柔韧性、速度和爆发力都比较突出；她在沙滩排球的發展飞快，2002年便已入选中国国家女子沙滩排球队 。
2006年，21岁的张希初次与17岁、來自福建的薛晨合作；二人未幾已在上海举行的世界沙滩排球巡回赛中国公开赛夺得冠军，表現一名驚人。同年，她們又再贏得泰国站的分站冠军，并且在2007年世锦赛中获得第四名。
2008年，张希/薛晨代表中國參加夏季奧林匹克運動會女子沙灘排球比賽，在半决赛中以1比2（24-22、27-29、8-15）败给另一隊中国组合田佳/王洁，无缘决赛；但最終在季軍戰中以2-0（21-19、21-17）击败巴西组合塔丽塔-罗沙/雷娜塔-里贝罗，贏得奥运会女子沙滩排球的铜牌 。